# Kusma
Kusma (en népalais : कुस्मा) est un comité de développement villageois du Népal situé dans le district de Nawalparasi. Au recensement de 2011, il comptait 6 758 habitants.